# Гигрофила разнолистная
Гигрофи́ла разноли́стная (лат. Hygrophila difformis) — травянистое водное растение рода Гигрофила семейства Акантовые.

## Описание
Стебель гладкий, вытянутый в длину, листья в зависимости от условий освещения меняют форму от овальных до крупноразрезных, светло-зелёного цвета, вытянутые в длину, расположенные попарно друг напротив друга; соседние пары взаимно перпендикулярны. В природе распространена в Юго-Восточной Азии.

## Культивация
При содержании в аквариуме растение крайне неприхотливо, температура воды может варьироваться от 20 до 28 °C, однако при понижении температуры рост растения замедляется. Химические показатели воды не имеют большого значения, pH может варьироваться от 5,5 до 8,5, а жёскость — от очень высокой до очень низкой, однако желательна регулярная подмена воды. При этом желательно внесение небольшого количества минеральных удобрений. Освещение очень сильно влияет на размер и форму листьев — при слабом освещении листья становятся мелкими и приобретают эллиптическую форму, при сильном же освещении их размер увеличивается и они становятся резными. Продолжительность светового дня должна быть не менее 12 часов. Грунт не имеет значения, растение может культивироваться плавающим в толще воды, но при посадке в грунт образуется развитая корневая система, требующая питательного грунта с большим количеством органических веществ. В качестве субстрата предпочтителен крупный песок или мелкая галька. 

Разнолистная гигрофила одинаково хорошо растёт как в аквариуме, так и в палюдариуме и влажной оранжерее. При выращивании в палюдариуме и оранжерее в грунте, состоящем из торфа, садовой земли и песка при температуре 26—30 °C и высокой влажности воздуха листья гигрофилы приобретают тёмно-зелёный цвет и покрываются волосками. 

Гигрофилу разнолистную размножают черенками как из листа, помещённого в плошку с мокрым песком, так и из обрезков стебля.